# Valentin Deutschmann
Valentin Deutschmann (Grafenstein, 3 mei 1928 - aldaar, 24 april 2010) was een Oostenrijks politicus. Deutschmann was, toen hij op 29 september 2008 stopte als burgemeester van Grafenstein, de langst dienende Oostenrijkse burgemeester ooit. In de Nationale Raad diende hij 21 jaar lang voor de Oostenrijkse Volkspartij.
In 1993 werd bij Deutschmann onherstelbare schade aan het hartspierweefsel vastgesteld waardoor een donorhart moest worden geïmplanteerd. Hij onderging ook twee operaties aan de stembanden waardoor zijn stem ernstig aangetast was. Hij overleed op 24 april 2010 in zijn geboortedorp Grafenstein.